# Drogen
Drogen est une commune allemande de l'arrondissement du Pays-d'Altenbourg en Thuringe. Elle fait partie de la Communauté d'administration du pays d'Altenbourg.

## Géographie

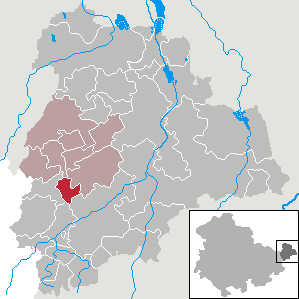
Situation de la commune (en rouge) dans l'arrondissement d'Altenbourg

Drogen est située à 4 km au nord-ouest de Schmölln et à 14 km au-sud-ouest d'Altenbourg, le chef-lieu de l'arrondissement. Elle est composée des deux villages de Drogen et Mohlis;
Communes limitrophes (en commençant par le nord et dans le sens des aiguilles d'une montre) : Altkirchen, Dobitschen, Nöbdenitz, Schmölln et Wildenbörten.

## Histoire
Le village a appartenu au duché de Saxe-Altenbourg (cercle oriental, Ostkreis). Après l'abdication du dernier duc en 1920, la commune est intégrée au nouveau land de Thuringe (arrondissement d'Altenbourg).
À l'époque de la RDA, la commune a appartenu au cercle de Schmölln et au district de Leipzig. En 1990, elle rejoint le nouvel arrondissement d'Altenbourg.
La commune de Mohlis a été incorporée au territoire de Drogen.

## Démographie
Commune de Drogen dans ses limites actuelles : 
| 1900 | 1933 | 1939 | 1995 | 2000 | 2005 | 2010 |
| ---- | ---- | ---- | ---- | ---- | ---- | ---- |
| 283  | 254  | 255  | 166  | 175  | 170  | 146  |